# Kerstin Rudek

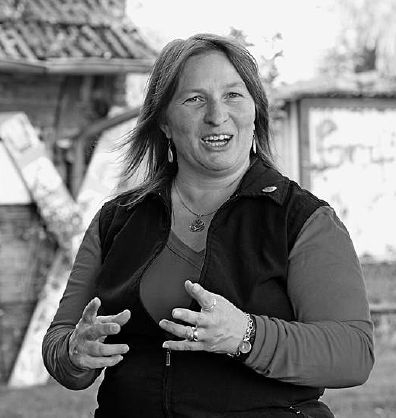
Kerstin Rudek

Kerstin Rudek (* 16. Januar 1968 in Dannenberg) ist eine deutsche Anti-Atomkraft-Aktivistin.

## Leben
Kerstin Rudek besuchte die Grundschule Prisser und das Fritz-Reuter-Gymnasium in Dannenberg. Sie lebt im Wendland, ist Mutter von sechs Kindern und Politikwissenschaftlerin.
Sie war Mitglied der 15. Bundesversammlung 2012 und wurde dafür als Anti-Atom-Aktivistin von der Partei Die Linke in Niedersachsen nominiert. Im September 2018 war sie, unterstützt von amerikanischen NGOs, als Referentin drei Wochen an der Ostküste der USA sowie in Texas auf Atommüll-Vortragsreise und hielt dort Vorträge, nahm an Pressekonferenzen und Veranstaltungen, sowie einer Infotour mit einem Castor-Modell und diversen Veranstaltungen teil.
Rudek ist Autorin von Beiträgen in Zeitschriften, Zeitungen, von Buchbeiträgen und dem Blog der Bürgerinitiative Umweltschutz Lüchow-Dannenberg. Sie ist Interviewpartnerin in Zeitungsartikeln, Radiosendungen und Fernsehbeiträgen. Das Gorleben-Archiv veröffentlichte ein Zeitzeugen-Interview mit Kerstin Rudek.
Rudek ist Referentin über die Atom- und Atommüllproblematik und den Jahrzehnte währenden Protest im Wendland und ist Teilnehmerin und Moderatorin von Podiumsdiskussionen.

## Aktivitäten in der Bürgerinitiative

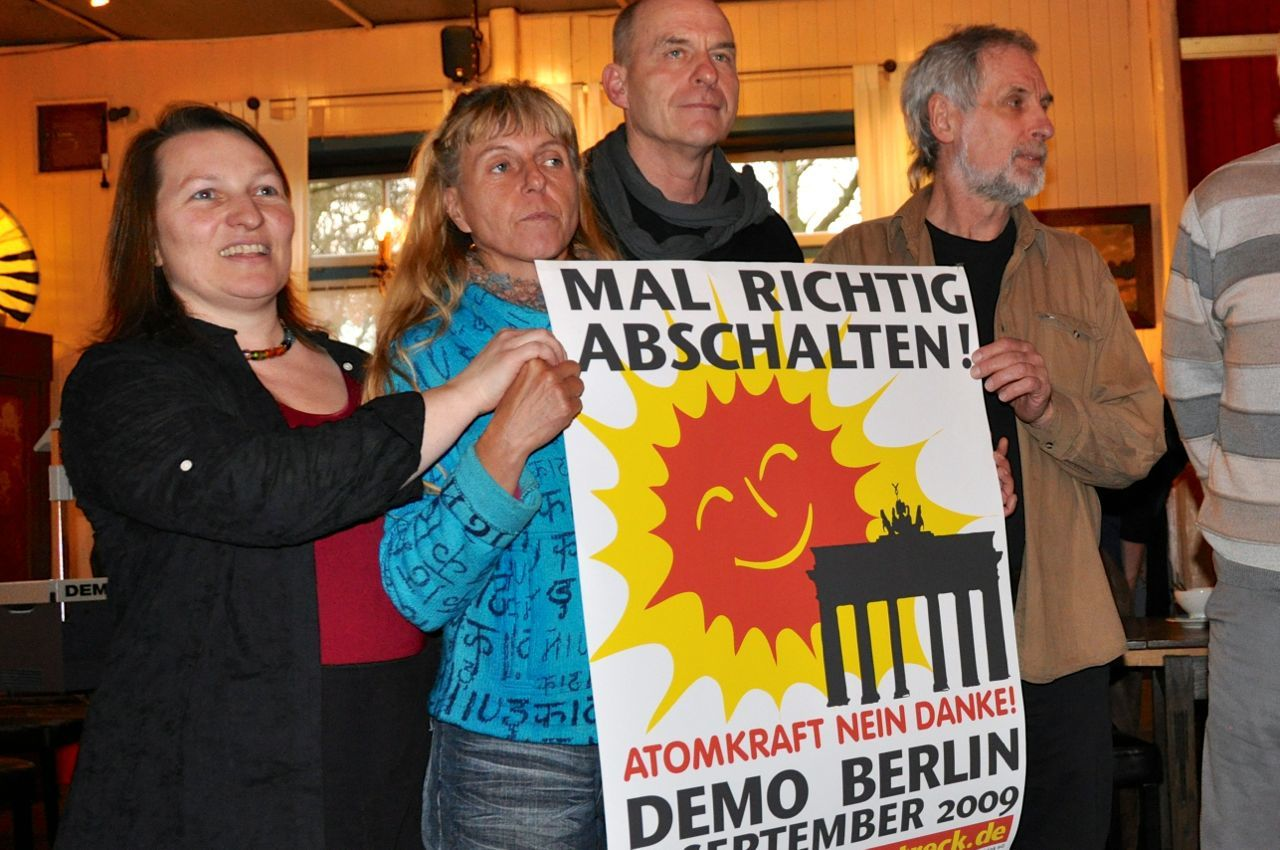
Kerstin Rudek, als Vorsitzende der Bürgerinitiative Umweltschutz & Vorstandsmitglieder (2009)

Als 1982 rund 10.000 Menschen gegen das im Bau befindliche Zwischenlager Gorleben demonstrierten, nahm sie das erste Mal an einer Anti-Atom-Demo teil. Von 2007 bis 2012 war Rudek Vorsitzende der Bürgerinitiative Umweltschutz Lüchow-Dannenberg. In dieser Funktion war Rudek Interviewpartnerin und Sprachrohr der Bürgerinitiative und häufig in den Medien - auch international - vertreten. Im August 2009 war sie Mitinitiatorin der Anti-Atom-Trecks nach Berlin.
Rudek ist Rednerin auf vielen Anti-Atomkraft-Veranstaltungen. In zahlreichen Interviews kritisierte Rudek unter anderem die Berechnungsmethoden des zuständigen Ministeriums. Der Grenzwert für Radioaktivität in Gorleben könne „nur mit Schmu und Betrug niedrig gehalten werden“ so Rudek.
Im Vorfeld des 12. Castor-Transportes warb Rudek gemeinsam mit der Gewerkschaft der Polizei (GdP) für einen friedlichen und gewaltfreien Verlauf der Demonstrationen.

## Aktivitäten bei Don't Nuke the Climate
Mit der internationalen Kampagne Don't Nuke the Climate war Rudek auf den Weltklimakonferenzen in Paris (2015), Bonn (2017), und Katowice (2018) vertreten.

## Internationale Vernetzung
Über Jahrzehnte hinweg ist Rudek mit anderen Personen und Organisationen des weltweiten Anti-Atom-Protestes international vernetzt.

## Auszeichnungen
Rudek wurde für ihr jahrzehntelanges Engagement bei Anti-Atom-Protesten und im Umweltschutz 2020 von den Elektrizitätswerken Schönau als Schönauer Stromrebellin ausgezeichnet.

## Publikationen
- Gorlebener TurmbesetzerInnen (Autor): Leben im Atomstaat. Im atomaren Ausstiegspoker ist unser Widerstand der Joker, Eigenverlag 1996, ISBN 3-928117-06-8